# ويندوز إن تي 3.51
ويندوز ان تي 3.51 هو ثالث نظام تشغيل تنتجه شركة مايكروسوفت. لقد صدر هذا النظام بتاريخ 30 مايو 1995. وقد تميز هذا النظام بميزتين هما، الأولى وكانت هي الأولى من نوعها في مايكروسوفت حيت قامت بدعم باور بي سي. أما الميزة الثانية فهي تخصيص مايكروسوفت لنسخة لخوادم الإنترنت.